# Bibi Bakare-Yusuf
Bibi Bakare-Yusuf (1970-) es una escritora, investigadora y académica nigeriana. Es cofundadora y editora de Cassava Republic Press, una empresa social con sede en Abuya basada en los principios feministas que publica obras de gran calidad de ficción, de no ficción y literatura para niños. Esta editorial publica historias escritas por y para los africanos en un esfuerzo por promover la cultura de la lectura a lo largo del continente. Se doctoró en estudios de género en el Reino Unido, y ha trabajado para la BBC, UNIFEM y ActionAid. También ha puesto en marcha Tapestry Consulting, una consultora orientada a las cuestiones de género en Nigeria.
Bibi considera que la ficción de género es el pilar de muchas editoriales de todo el mundo